# Mohoua
Mohoua je malý rod ptáků, kteří jsou endemity Nového Zélandu. Rod je jediným zástupcem čeledi Mohouidae. Jméno rodu pochází z maorského jména pro pištce žlutého, které zní mōhua.

## Taxonomie
Taxonomické zařazení rodu bylo předmětem vědeckých debat. Rod byl po dlouhou dobu řazen mezi pištcovité, avšak v roce 2013 byl přeřazen do monotypické čeledi Mohouidae. Tato čeleď se tak zařadila po bok dalších přežívajících endemických čeledí Nového Zélandu, kterými jsou kiviovití, pokřovníkovití, kakapovití, laločníkovití a Notiomystidae.
Rod Mohoua zahrnuje 3 druhy pištců:
- pištec žlutý (Mohoua ochrocephala, maorsky mōhua)
- pištec šedokrký (Mohoua novaeseelandiae, maorsky pipipi)
- pištec bělohlavý (Mohoua albicilla, maorsky pōpokotea)

Podle Geoffa Normana přiletěl prapředek pištců před 30 miliony lety z Austrálie a rozšířil se po Novém Zélandu, který byl tehdy tvořen jen jedním ostrovem. Když geologické procesy daly vzniknout Cookově průlivu a pevnina se rozdělila na dva ostrovy, začal se tento původní prapředek vyvíjet do samostatných druhů, které Norman pojmenovává jako proto-pipipi (prapředek pištce šedokrkého, rozšířen na Jižním ostrově) a proto-pōpokotea (prapředek pištce bělohlavého, rozšířen na Severním ostrově). Když došlo k opětovnému spojení obou ostrovů, proto-pōpokotea se rozšířil i na Jižní ostrov. Poté, co došlo k dosud konečnému rozdělení pevniny na dva ostrovy, z proto-pōpokoteay se vyvinul pištec žlutý.
Vedle genetické a morfologické příbuznosti spojuje všechny tři pištce i to, že jsou výhradními hostiteli kukačky dlouhoocasé.